# Hélmer Herrera
Hélmer Francisco Herrera Buitrago (Palmira, Valle del Cauca, 24 de agosto de 1951-Palmira, Valle del Cauca, 5 de noviembre de 1998) más conocido como Pacho Herrera fue un narcotraficante y terrorista, colombiano, tercero al mando dentro del Cartel de Cali. La prensa sensacionalista colombiana también lo llamaba «El hombre de los mil rostros», fue enemigo número uno de Pablo Escobar,  porque después de la fuga de Escobar de La Catedral, este dejó abandonado un álbum con fotos de Herrera donde le habían hecho varios retoques para tratar de identificar su aspecto actual, ya que este manejaba un perfil muy bajo y era difícil de reconocer.
El 5 de noviembre de 1998 Rafael Ángel Uribe Serna, haciéndose pasar como abogado, ingresó al penal de Palmira donde estaba Herrera y lo asesinó propinándole siete impactos de bala en la cabeza. 

## Biografía
Aún no se ha establecido la veracidad de la versión que afirma que fue hijo de Benjamín Herrera Zuleta, el pionero del tráfico de estupefacientes en el Valle del Cauca y que llegó a ser conocido como «el Papa Negro de la Cocaína».
Hélmer Herrera, nacido el 24 de agosto de 1951, creció en la ciudad colombiana de Palmira, en el Valle del Cauca. Estudió mantenimiento técnico. A principios de los años setenta se mudó a la ciudad de Nueva York en los Estados Unidos, donde trabajó como mecánico industrial en Nemac Corporation. En 1975, Herrera empezó a distribuir cocaína en su barrio. En 1978 fue arrestado por cargos de venta de drogas en la ciudad de Nueva York, donde tuvo que cumplir un año de cárcel.
Aproximadamente en 1983, por medio de José Santacruz Londoño, conoció a los hermanos Gilberto Rodríguez Orejuela y Miguel Rodríguez Orejuela que comenzaron a negociar con Herrera los derechos de suministro y distribución de cocaína en la ciudad de Nueva York, para más tarde abrir rutas de tráfico a través de México con las conexiones que había establecido con anterioridad. Junto con nuevas rutas de tráfico, Hélmer Herrera también diseñó una rentable operación de lavado de dinero, según la DEA (Administración de Control de Drogas de Estados Unidos).
Según su versión ante la fiscalía, su apodo de «Pacho», con el cual se conoce mundialmente, se lo debe a la persecución de Pablo Escobar.
Hélmer Herrera era el más joven de la organización pero el más osado; la razón era que su vinculación al negocio del narcotráfico la hizo posicionándose como capo de la distribución de cocaína y el lavado de activos en Estados Unidos; esto lo convertiría en uno de los narcotraficantes más adinerados del mundo, sin conocerse en la actualidad la totalidad de su fortuna; de hecho, llegó a ser, en su momento, el más importante lavador de dinero de los cárteles de droga colombianos apoyado en estructuras como el Clan Ramírez en el Valle del Cauca entre otros.

### Guerra contra Pablo Escobar
El primer síntoma de conflicto contra el Cartel de Medellín se presentó en noviembre de 1987 con la detención de Jorge Luis Ochoa en el Valle del Cauca. Se cree que el arresto fue fruto de una posible delación por parte del cartel de Cali. Ochoa abandonó la cárcel antes de terminar el año en medio de maniobras legales. Días antes, había caído en Estados Unidos un cargamento de droga del cartel de Medellín, aparentemente delatado por la banda caleña.
Según Jhon Jairo Velásquez alias Popeye, miembro del Cartel de Medellín, la disputa entre los dos bandos inició por rencillas entre empleados de Pablo Escobar y Hélmer Herrera aparentemente por un lío de faldas:

La guerra empezó por un lío de faldas entre “Piña” y Jorge Elí “el negro” Pabón. “El negro” Pabón era un hombre muy leal a Pablo Emilio Escobar Gaviria y Alejo Piña era un hombre de “Pacho” Herrera, ambos habían sido amigos en una cárcel de Nueva York, pero cuando el negro salió de prisión, se enteró de que Piña estaba viviendo con la que había sido su esposa, el negro habló con el patrón y acordaron que había que matar a Piña; como el Cartel de Medellín mató a Hugo Hernán Valencia, un hombre que había tenido un problema con Gilberto Rodríguez, les pedimos a los Rodríguez que nos devolvieran el favor, que nos dejaran matar a Piña o que ellos mismos, con su gente, se encargaran de él, nosotros no sabíamos del poder económico y militar de “Pacho” Herrera, los Rodríguez, en vez de explicarle esto al patrón, fueron directamente a decirle a “Pacho” Herrera que el Cartel de Medellín le quería matar a Piña y ahí se armó la guerra.

Escobar permite que El negro Pabón dé muerte a Piña, y en respuesta Hélmer Herrera ordena atentar contra Escobar el 13 de enero de 1988 haciendo estallar un carro bomba aproximadamente a las 5:10 a. m. en el edificio Mónaco donde residía Escobar y su familia.
La respuesta no se hizo esperar, en diciembre de 1988, Escobar intenta secuestrar a Pacho Herrera, miembro del cartel de Cali. La operación falla y Hélmer Herrera se convierte en un objetivo que Escobar nunca olvidaría.
En 1990, aprovechando que Herrera iba a asistir a un partido de fútbol en una de sus fincas en el corregimiento de Cabuyal de Candelaria (Valle del Cauca), varios sicarios llegaron hasta el lugar vestidos con prendas privativas del Ejército Nacional e ingresaron armados con ametralladoras, fusiles, pistolas y granadas, abrieron fuego contra todos los asistentes dejando un saldo de 19 personas muertas entre jugadores, un árbitro, cocineras, escoltas y transeúntes; Dicha matanza se conoció como la Masacre de la hacienda Los Cocos. Sin embargo Herrera salió ileso y escapó, el atentado fue ordenado por Pablo Escobar, aprovechando que Herrera era un gran apasionado por el fútbol, desde ese momento la clandestinidad de Herrera fue total, luego Herrera fue víctima de otro atentado ordenado por Escobar el 27 de julio de 1991 en el balneario Las Brisas ubicado en la autopista que de Cali conduce a Jamundí. Hélmer Herrera financió y colaboró activamente en Los Pepes para lograr la caída de Escobar.

### Entrega a la justicia colombiana
El 1 de septiembre de 1996 Herrera, por la amenaza que le representaba el Cartel del Norte del Valle y las autoridades que lo buscaban decidió entregarse ante el general Rosso José Serrano, líder de la unidad Bloque de Búsqueda de la Policía Nacional de Colombia en la iglesia del municipio de Yumbo.
Fue el último de los cuatro líderes del cártel de Cali en ser capturado y poco después, el 8 de octubre de 1996, Pacho Herrera le reveló a la policía que había prestado colaboración para que se capturara o matara a Pablo Escobar afirmando haber gastado toda su fortuna enfrentándolo; posteriormente fue trasladado al pabellón de máxima seguridad de la penitenciaría de Palmira.
Fue juzgado por narcotráfico; no se lo pudo acusar de ningún asesinato y fue condenado a 14 años de cárcel. El 19 de septiembre de 1996 confesó ante la Fiscalía haber cometido los delitos de narcotráfico, enriquecimiento ilícito, concierto para delinquir y lavado de dólares y admitió que había trabajado junto al capo José Santacruz Londoño y otros integrantes del cártel de Cali para transportar cocaína a Estados Unidos.

### Asesinato
El 5 de noviembre de 1998, Hélmer Herrera, de 47 años, fue asesinado por un hombre que se hacía pasar como abogado e ingresó al centro penitenciario de Palmira en aparente estado de embriaguez durante un partido de fútbol en uno de los patios. El asesino fue identificado como Rafael Ángel Uribe Serna (tío de los hermanos Calle Serna, líderes de la organización Los Comba, que posteriormente integrarían a Los Rastrojos), de 32 años, quien sería asesinado el 8 de octubre de 2009 en Cali. «Parecía ser un conocido de Herrera porque él lo saludó primero», dijo un funcionario del INPEC. Según investigaciones posteriores, ya había ingresado tiempo atrás varias veces y había sostenido largos diálogos con Hélmer Herrera.
Cuando se disputaba un partido en la cancha del Pabellón de Alta Seguridad de la cárcel de Palmira, el sicario inmovilizó por el cuello a Hélmer Herrera y le propinó 7 impactos de bala en la cabeza. Inmediatamente el asesino fue desarmado y severamente golpeado por los reclusos, para su fortuna los guardianes de la penitenciaria ingresaron rápidamente y lograron intervenir, sacándolo rápidamente para salvarle la vida. Posteriormente en su indagatoria ante la Fiscalía relató que había asesinado a Herrera porque supuestamente este lo había amenazado a él y a su familia de muerte si no aceptaba cumplir la orden de asesinar al esmeraldero Víctor Carranza, pero este consideraba que no podía cumplir esta misión debido a que le era muy difícil infiltrar la seguridad de este para efectuar el asesinato, y por temor a que Hélmer Herrera cumpliera su amenaza había tomado esta decisión. Esta versión no fue creíble para la Fiscalía, ya que en la investigación que se realizó, no se encontraron vínculos entre Víctor Carranza y Hélmer Herrera. Luego de una ardua y larga investigación se supo que el asesinato fue ordenado por los líderes del cartel del norte Valle, y dirigido por Wilber Varela, en aquel momento jefe de seguridad de José Orlando Henao Montoya, líder del cartel del norte del Valle (también preso junto a Iván Urdinola); en represalia por un atentado ordenado por Herrera en contra de Varela en 1997, además de la colaboración de Herrera con Baruch Vega, un falso intermediario de la DEA, para delatar a Henao.
El asesinato de Hélmer Pacho Herrera desencadenó una guerra entre el cartel del norte del Valle y el clan Herrera que trajo como consecuencia la muerte de José Orlando Henao Montoya a manos de José Manuel Herrera, hermano de Herrera; y la muerte de éste tiempo después a manos de hombres del Cartel del Norte del Valle como venganza.

## Vida privada
Hélmer Herrera era pansexual, y a pesar de los prejuicios de su natal Cali, su tenacidad y la manera en que llevaba su vida con completa normalidad lo llevó a ganarse el respeto de sus socios en el Cartel de Cali.
Era un hombre vanidoso y gustaba de rodearse de todo tipo de lujos. De hecho, tenía una colección de 70 automóviles de lujo.

## En la cultura popular
- La revista Semana publicó un artículo el 6/7/2008 titulado «Guía para entender los sapos» donde el ex narcotraficante Andrés López López declara en una entrevista que Hélmer Herrera fue económicamente más rico que los hermanos Rodríguez Orejuela.[17]
- En una entrevista que la revista Bocas de la casa editorial el Tiempo realiza a exintegrante del cártel de Medellín Jhon Jairo Velásquez Vásquez declara que Hélmer Herrera tenía gran poder económico y militar, era el hombre rico de Cali y los hermanos Rodríguez se beneficiaban de él.[18]
- En El Cartel es interpretado por Pedro Mogollón con el nombre de Hugo De la Cruz.
- En Escobar, el patrón del mal es interpretado por Daniel Rocha con el nombre de Gerardo Carrera Herrera Buitrago.
- En En la boca del lobo es interpretado por Ricardo Vesga con el nombre de Elver Barrera.
- En Narcos y Narcos: México es interpretado por Alberto Ammann.
- En El Cartel de los Sapos: el origen es interpretado por Eduardo Pérez bajo el nombre de Hugo De La Cruz.
- En Darío Gómez: el rey del despecho es interpretado por Adrián Jiménez.